# Surenavan
Surenavan (en arménien Սուրենավան ) est une communauté rurale du marz d'Ararat en Arménie. En 2011, elle compte 2 572 habitants.

## Personnalités
- Achot Gabriélian, poète.